# パルス・モーションII
パルス・モーションII（Pulse Motion II）は、川崎美保作曲の吹奏楽曲。演奏時間は5分40秒程度。

## 概要
本作品は1993年に作曲された吹奏楽曲で、第4回朝日作曲賞を受賞した。また受賞の翌年に開催された第42回全日本吹奏楽コンクールの課題曲となった。
作曲者である川崎美保は、これまで見られなかった種類の作品として構想し、同音連打とリズムを基本とする、軽快で耳に心地よい音楽を作曲した。曲中の同音連打をパルスの意味の1つ「鼓動」と捉え曲名とした。

## 曲の構成
全体は大きく3つの部分から構成されている。
1. 同音連打を基盤にして進んでいく部分
2. 練習番号Hからの、ティンパニとコントラバスによるオスティナート音型に乗って進行する部分
3. 練習番号Jの3小節目からの、16ビート風のリズムに乗っていく部分

いずれもリズムに乗った心地よさが求められている。
同音連打の部分については無機的だが、決して非音楽的にならないように、そして全体的にリズムを感じ生き生きとした様を表現し演奏するよう求められている。

## 備考
1993年の他の課題曲3曲と比べ、この曲の支部大会以上での演奏団体は少なめ。
同年の課題曲はその前年までと違い行進曲が無く、かつ難易度が高い曲が多かった。しかし、この曲の演奏団体が少ないのは、曲自体の技術的な難易度が高い、というわけではなく、コンクールの場において技術、表現で高い評価を得るには、結果的に難易度が高いと思われ敬遠されたためであると考えられる。
また同作曲者による、「Pulse Motion」という作品も存在する。

## 編成
| 木管 | 木管                 | 金管 | 金管 | 弦・打 | 弦・打                                                                                                   |
| ---- | -------------------- | ---- | ---- | ------ | --- |
| Fl.  | 2, Picc.             | Tp.  | 3    | Cb.    | 1 |
| Ob.  | 1                    | Hr.  | 4    | Timp.  | 1 |
| Fg.  | 1                    | Tbn. | 3    | 他     | シロフォン, グロッケンシュピール, タンバリン, シンバル, サスペンデットシンバル, スネアドラム, バスドラム |
| Cl.  | 3, E♭, Alto, Bass    | Eup. | 1    | 他     | シロフォン, グロッケンシュピール, タンバリン, シンバル, サスペンデットシンバル, スネアドラム, バスドラム |
| Sax. | Alt. 2 Ten. 1 Bar. 1 | Tub. | 1    | 他     | シロフォン, グロッケンシュピール, タンバリン, シンバル, サスペンデットシンバル, スネアドラム, バスドラム |

## 音源
- 全日本吹奏楽コンクール 課題曲参考演奏 1994-1996 (東京佼成ウインドオーケストラ)
- 全日本吹奏楽コンクール課題曲 参考演奏集 Vol.2
- 吹奏楽コンクール課題曲集 Vol.7
- 日本の吹奏楽の祭典『吹楽 II 』